# 奥特曼列传
《奥特曼列传》（ウルトラマンれつでん）是東京電視台从2011年7月6日起至2013年6月26日为止全104话放送的、由圆谷制作株式会社制作的特摄节目。
播放时间最初是每周四18:00——18:30（JST）,2012年10月3日播放的第66话开始改为每周四17:30——18:00（JST）。
宣传语为“周四6点大家请在电视机前等待着Shuwacchi（奥特曼飞行时发出的声音）！”“温柔与勇气，都将属于你！”。

## 简介
从1966年奥特系列在电视上开始播放开始到2011年正好是45周年的纪念，所以从《奥特曼》（TBS）一来，45年间放缩的昭和及平成全部奥特系列的剧集中，精选出到目前为止的名作、杰作剧集，还有人气怪兽、宇宙人登场的剧集挑选出来，重新制作播放。此外，历代奥特曼的活跃也将以特别总集篇的形式播放。除了小节目与纯粹的再放送，奥特曼落户TV东京还是从《奥特Q：黑暗幻想》以来的第一次。一开始本想制作3阶段就结束，但是后期延长到了6阶段都不止，作为30分钟的地上波电视节目该作成为了超越《高斯奥特曼》的最长寿的奥特曼节目。
同时对过去4:3的画面进行了改良，所以一部作品在当初的画面和现在也是不同的。
第一话在2011年7月21日于YouTube由Ultra Channel进行了更新，2011年7月28日收录第一话的DVD也在限定期间发售了。
2012年1月5日至3月29日，每周五7:30——8:00（JST）会进行重播，而66话以后在YouTube则有定期的网络更新（本篇播放2天后，从每周六17:30开始，在一周内）。
2013年7月3日开始，以《新奥特曼列传》作为载体，圆谷创社50周年纪念作品《银河奥特曼》的播放也开始了。

## 登场嘉宾
《奥特曼列传》
赛罗奥特曼主持人，每话开头与结尾都会对播放的剧集进行解说。
- 佐菲（35,39,86—90）
- 镜子骑士（62—64,104）
- 红莲火焰（62—64,104）
- 奥特赛文（85）
- 幼年超科学星人 微型巴尔坦（93,94）
- 贝利亚奥特曼（99,100,103）
- 美菲拉斯星人·魔导的斯莱（99,100,103）
- 坦佩拉星人·极恶的维拉尼亚斯（99,100,103）
- 帝斯雷星云人·炎上的帝斯隆古（99,100,103）
- 格罗扎星系人·结冰的格罗肯（99,100,103）
- 电波怪兽 皮古（100,103）
- 雷欧奥特曼（102）
- 暴君怪兽 泰兰特（103）
- 詹伯特（104）
- 友好珍兽 匹古蒙（104）
- 希波利特星人·地狱的加达尔（104）

《新奥特曼列传》
与前作不同的是它没有固定主持人，每话解说都会换。
- 银河奥特曼：在2013年7月10日开播的作品《银河奥特曼》中登场
- 奥特赛文（1）
- 奥特曼（1）
- 佐菲（1）
- 宇宙海人 巴尔基星人（SD）（8）
- 赛罗奥特曼（9,11,14）
- 红莲火焰（9，11）
- 泰罗奥特曼（SD）（10，12,13）
- 异次元宇宙人 伊卡尔斯星人（SD）（10—13）
- 宇宙怪兽 艾雷王（SD）（12）

## 演员
配音：
《奥特曼列传》
赛罗奥特曼-宫野真守

佐菲-田中秀幸（35，39、86—90）

镜子骑士-绿川光（62—64,104）

红莲火焰-关智一（62—64,104）

贝利亚奥特曼-小野友树（99,100,103）

美菲拉斯星人·魔导的斯莱-安元洋贵（79,100,103）

坦佩拉星人·极恶的维拉尼亚斯-金子はりい（100,103）

格罗扎星系人·结冰的格罗肯-外岛孝一（99,100,103）

希波利特星人·地狱的加达尔-岸哲生（104）

旁白-真地勇志（1,5,13）、川久保拓司（19）

《新奥特曼列传》
奥特赛文-森次晃嗣（1）

奥特曼-黑部进（1）

佐菲-田中秀幸（1）

巴尔基星人（SD）-桥本达也（8）

赛罗奥特曼-宫野真守（9,11,14）

红莲火焰-关智一（9,11）

泰罗奥特曼（SD）-石丸博也（10,12,13）

伊卡尔斯星人（SD）-关智一（10—13）

特技演员：
《奥特曼列传》
赛罗奥特曼-寺井大介、岩田荣庆

其他-福岛龙成、福岛弘之、石川真之介等

《新奥特曼列传》
其它-岩田荣庆、力丸佳大、梶川贤司等

演员：
《奥特曼列传》
春野武藏-杉浦太阳（34）

飞鸟信-鹤野刚士（38）

雷-南翔太（代理主持人、57—61）

宫野真守（72）

高山我梦-吉冈毅志（主持人，80—83,95,96）

藤宫博也-高野八诚（主持人，95,96）

《新奥特曼列传》
礼堂光-根岸拓哉（1,8,10,12,13）

石动美铃-宫武美樱（1）

渡会健太-大野瑞生（1）

久野千草-云母（1）

## 播放列表
| 集數    | 播放日期       | 標題原文                                                    | 標題翻譯                                               | 登場奧特曼                                   | 播放片集 |
| ------- | -------------- | ----------------------------------------------------------- | ------------------------------------------------------ | -------------------------------------------- | --- |
| 第1集   | 2011年7月6日   | 大集合!これがウルトラヒーローだ!!                           | 大集合!這就是奥特英雄!!                                | 初代/佐菲/赛文/杰克/艾斯/泰罗/雷欧/迪迦/戴拿 | 特別總集編 |
| 第2集   | 2011年7月13日  | 追撃バルタン星人!空中大激突!!                               | 追撃巴爾坦星人!空中大激战!!                            | 奥特曼                                       | 奥特曼 第2集『侵略者を撃て』 |
| 第3集   | 2011年7月20日  | 復活のティガ!超古代の光の戦士!!                             | 復活的迪迦!超古代的光之戰士!!                          | 迪迦·奥特曼                                  | 迪迦·奥特曼 第1集『光を継ぐもの』 |
| 第4集   | 2011年7月27日  | 絆はふたたび!ムサシとコスモス!!                             | 歸來的羁绊!武藏和高斯!!                                | 高斯·奥特曼                                  | 高斯·奥特曼 第1集『光との再会』 |
| 第5集   | 2011年8月3日   | 大決戦!ウルトラ兄弟VS大怪獣軍団!!                           | 大決戰!奥特兄弟VS大怪獸軍團!!                              |                                              | 特別總集編 |
| 第6集   | 2011年8月10日  | 忍び寄る悪魔の影!キリエロイド出現!!                         | 偷偷靠近的恶魔之影！基里艾洛德出现！！                 | 迪迦·奥特曼                                  | 迪迦·奥特曼 第3集『悪魔の預言』 |
| 第7集   | 2011年8月17日  | 異次元から来たギギ!ミクロの罠をやぶれ!!                     | 异次元来的吉吉！破坏微型陷阱！！                       | 高斯·奥特曼                                  | 高斯·奥特曼 第17集『異次元の罠』 |
| 第8集   | 2011年8月24日  | ウルトラマンゼロVSダークロプスゼロ パート ① 多次元の脅威!   | 赛罗奥特曼VS黑暗独眼巨人赛罗 ①多次元的威胁！           | 赛罗·奥特曼                                  | 超銀河伝説外伝 ウルトラマンゼロVSダークロプスゼロ |
| 第9集   | 2011年8月31日  | ウルトラマンゼロVSダークロプスゼロ パート ② 暗黒の魔弾!     | 赛罗奥特曼VS黑暗独眼巨人赛罗 ②黑暗的魔弹！             | 赛罗·奥特曼 雷歐·奧特曼                      | 超銀河伝説外伝 ウルトラマンゼロVSダークロプスゼロ |
| 第10集  | 2011年9月7日   | ウルトラマンゼロVSダークロプスゼロ パート ③ 炎のビッグバン! | 赛罗奥特曼VS黑暗独眼巨人赛罗 ③炎之大爆炸！             | 赛罗·奥特曼 雷歐·奧特曼                      | 超銀河伝説外伝 ウルトラマンゼロVSダークロプスゼロ |
| 第11集  | 2011年9月14日  | 激突!ティガVSイーヴィルティガ!!                             | 激战!迪迦VS邪惡迪迦                                    | 迪迦·奥特曼                                  | 迪迦·奥特曼 第44集『影を継ぐもの』 |
| 第12集  | 2011年9月21日  | お父さんを救え!カオスヘッダー大襲来!!                       | 拯救父亲！卡欧斯头部袭来！                             | 高斯·奥特曼                                  | 高斯·奥特曼 第26集『カオスを倒す力』 |
| 第13集  | 2011年9月28日  | 光の戦士!ウルトラマンティガのひみつ!!                       | 光之戰士！迪迦·奥特曼的秘密!!                          |                                              | 特別總集編 |
| 第14集  | 2011年10月5日  | 大逆襲キリエロイド!ティガ絶体絶命!!                         | 大逆袭基里艾洛德！迪迦穷途末路！！                     | 迪迦·奥特曼                                  | 迪迦·奥特曼 第25集『悪魔の審判』 |
| 第15集  | 2011年10月12日 | ウルトラマンマックス誕生!たおせ2大怪獣!!                    | 麥克斯·奧特曼誕生!打倒2大怪獸!!                        | 麥克斯·奧特曼                                | 麥克斯·奧特曼 第1集『ウルトラマンマックス誕生!』 |
| 第16集  | 2011年10月19日 | 暗黒の支配者!ガタノゾーア出現!!                             | 黑暗的支配者！加坦杰厄出现！！                         | 迪迦·奥特曼                                  | 迪迦·奥特曼 第51集『暗黒の支配者』 |
| 第17集  | 2011年10月26日 | 光よ集え!ウルトラマンティガ勝利の時!!                       | 集結光!迪迦·奥特曼勝利之時!!                           | 迪迦·奥特曼                                  | 迪迦·奥特曼 第52集『輝けるものたちへ』 |
| 第18集  | 2011年11月2日  | 地球を守る新たな光!ウルトラマンダイナ!!                     | 守護地球的新的光!戴拿·奧特曼!!                         | 戴拿·奧特曼                                  | 戴拿·奧特曼 第2集『新たなる光（後編）』 |
| 第19集  | 2011年11月9日  | 受け継がれる魂の絆!ウルトラマンネクサス!!                   | 繼承魂之絆!奈克瑟斯·奧特曼!!                           | 奈克瑟斯·奧特曼                              | 特別總集編 |
| 第20集  | 2011年11月16日 | 巨大ロボ発進せよ!マウンテンガリバー5号!!                    | 巨大机器人出发！古利维尔5号！！                        | 戴拿·奧特曼                                  | 戴拿·奧特曼 第42集『うたかたの空夢』 |
| 第21集  | 2011年11月23日 | ウルトラマンゼロ THE MOVIE 超決戦！ベリアル銀河帝国 絆の章  | 赛罗·奥特曼 THE MOVIE 超決戰! 貝利亞銀河帝國 絆之章    | 赛罗/红莲火焰/镜子骑士/詹伯特                | 超銀河伝説THE MOVIE 赛罗·奥特曼 THE MOVIE 超決戰! 貝利亞銀河帝國 |
| 第22集  | 2011年11月30日 | 炎の章                                                      | 炎之章                                                 |                                              | 赛罗·奥特曼 THE MOVIE 超決戰! 貝利亞銀河帝國 |
| 第23集  | 2011年12月7日  | 鏡の章                                                      | 鏡之章                                                 |                                              | 赛罗·奥特曼 THE MOVIE 超決戰! 貝利亞銀河帝國 |
| 第24集  | 2011年12月14日 | 鋼の章                                                      | 鋼之章                                                 |                                              | 赛罗·奥特曼 THE MOVIE 超決戰! 貝利亞銀河帝國 |
| 第25集  | 2011年12月21日 | 光の章                                                      | 光之章                                                 |                                              | 赛罗·奥特曼 THE MOVIE 超決戰! 貝利亞銀河帝國 赛罗·奥特曼外伝 キラー・ザ・ビートスター |
| 第26集  | 2011年12月28日 | 大阪大決戦!ネオジオモスを倒せ! !                            | 大阪大决战！打倒新盖奥莫斯！！                         | 戴拿·奧特曼                                  | 戴拿·奧特曼 第36集『滅びの微笑（後編）』 |
| 第27集  | 2012年1月3日   | 湖のひみつ!セブン対エレキング! !                            | 湖的秘密！赛文对艾雷王                                 | 賽文·奧特曼                                  | 賽文·奧特曼 第3集『湖のひみつ』 |
| 第28集  | 2012年1月11日  | 勇者立つ! ウルトラマンガイア!!                              | 勇者站立!蓋亞·奧特曼!!                                 | 蓋亞·奧特曼                                  | 蓋亞·奧特曼 第1集『光をつかめ!』 第2集『勇者立つ』 |
| 第29集  | 2012年1月18日  | 完全生命体!イフ対マックス!!                                 | 完全生命体！叶腐对麦克斯！！                           | 麥克斯·奧特曼                                | 麥克斯·奧特曼 第15集『第3番惑星の奇跡』 |
| 第30集  | 2012年1月25日  | 怪獣総進撃!ジャック誕生!!                                   | 怪兽总进击！杰克诞生！！                               | 杰克·奧特曼                                  | 杰克·奧特曼 第1集『怪獣総進撃』 |
| 第31集  | 2012年2月1日   | 青き巨人!アグル登場!!                                       | 藍色巨人!阿古茹登場!!                                        | 蓋亞·奧特曼 阿古茹·奧特曼                    | 蓋亞·奧特曼 第3集『その名はガイア』 |
| 第32集  | 2012年2月8日   | グビラ出現!海底基地を救え!!                                 | 古维拉出现！拯救海底基地！！                           | 奧特曼                                       | 奧特曼 第24集『海底科学基地』 |
| 第33集  | 2012年2月15日  | カオスダークネス!月面の決戦!!                               | 卡欧斯黑暗！月面的决战！！                             | 高斯·奥特曼                                  | 高斯·奥特曼 第64集『月面の決戦』 |
| 第34集  | 2012年2月22日  | 真の勇者!その名はムサシ!!                                   | 真正的勇者！其名为武藏！！                             | 高斯·奥特曼                                  | 高斯·奥特曼 第65集『真の勇者』 |
| 第35集  | 2012年2月29日  | 最強のウルトラ怪獣!その名はゼットン!!                       | 最强的怪兽！其名为杰顿!!                                   |                                              | 特別總集編 |
| 第36集  | 2012年3月7日   | 新たなる影!ゼルガノイド出現!!                               | 新的黑影！吉尔加诺德出现！！                           | 戴拿·奧特曼                                  | 戴拿·奧特曼 第49集『最終章I 新たなる影』 |
| 第37集  | 2012年3月14日  | スフィアの脅威!太陽系消滅!!                                 | 斯菲亚的威胁！太阳系毁灭！！                           | 戴拿·奧特曼                                  | 戴拿·奧特曼 第50集『最終章II 太陽系消滅』 |
| 第38集  | 2012年3月21日  | ウルトラマンダイナ!明日へ!!                                 | 戴拿·奧特曼!向着明日!!                                 | 戴拿·奧特曼                                  | 戴拿·奧特曼 第51集『最終章III 明日へ…』 |
| 第39集  | 2012年3月28日  | 超決戦!ウルトラヒーロー!!                                   | 超決戰!奥特英雄!!                                          |                                              | 特別總集編 |
| 第40集  | 2012年4月4日   | 力を合わせろ!ウルトラ戦士!!                                 | 齐心合力！奥特战士！！                                     |                                              | 特別總集編 |
| 第41集  | 2012年4月11日  | 俺達の翼!ガンフェニックス!!                                 | 我們的翅膀!凤凰号!!                                    | ！！                                         | 梦比优斯·奧特曼 第2集『俺達の翼』 |
| 第42集  | 2012年4月18日  | 幻の遊星!ダイナ対破壊獣!!                                   | 幻之遊星!戴拿對破壞獸!!                                    | 戴拿·奧特曼                                  | 戴拿·奧特曼 第11集『幻の遊星』 |
| 第43集  | 2012年4月25日  | 兄弟の絆!エースとゾフィー!!                                 | 兄弟的羈絆!!!艾斯和佐菲!!                                      | 艾斯·奧特曼 佐菲                             | 艾斯·奧特曼 第5集『大蟻超獣対ウルトラ兄弟』 |
| 第44集  | 2012年5月2日   | マックススピード!無限の侵略者!!                             | 麦克斯速度!無限的侵略者!!                              | 麥克斯·奧特曼                                | 麥克斯·奧特曼 第4集『無限の侵略者』 |
| 第45集  | 2012年5月9日   | 反宇宙からの挑戦!ガイアVS.アグル!?                          | 來自反宇宙的挑戰!蓋亞VS阿古茹!?                                  | 蓋亞·奧特曼                                  | 蓋亞·奧特曼 第14集『反宇宙からの挑戦』 |
| 第46集  | 2012年5月16日  | 決戦!メビウスVS.ボガール!!                                  | 决战！梦比优斯VS博伽茹                                         | 梦比优斯·奧特曼                              | 梦比优斯·奧特曼 第8集『戦慄の捕食者』 |
| 第47集  | 2012年5月23日  | 戦えティガ!超力怪獣ゴルドラス!!                             | 战斗吧迪迦！超能力怪兽戈尔德拉斯！！                   | 迪迦·奥特曼                                  | 迪迦·奥特曼 第36集時空をこえた微笑』 |
| 第48集  | 2012年5月30日  | 決戦!レオ兄弟対怪獣兄弟!!                                   | 決戰!!雷欧兄弟對怪獸兄弟!!                                 | 雷歐·奧特曼                                  | 雷歐·奧特曼 《雷欧奥特曼》第22集《雷欧兄弟对怪兽兄弟》 |
| 第49集  | 2012年6月6日   | 激闘!怪獣島のダイナ!!                                       | 激鬥!怪獸島的戴拿!!                                        | 戴拿·奧特曼                                  | 戴拿·奧特曼 第16集『激闘!怪獣島』 |
| 第50集  | 2012年6月13日  | 復活のメトロン!狙われない街!!                               | 复活的梅特隆！不再被盯梢的街道！！                     | 麥克斯·奧特曼                                | 麥克斯·奧特曼 第24集『狙われない街』 |
| 第51集  | 2012年6月20日  | GUYSの誇り!ツルギの決意!!                                   | GUYS的骄傲！剑的决意！！                               | 梦比优斯·奥特曼                              | 梦比优斯·奧特曼 第10集『GUYSの誇り』 |
| 第52集  | 2012年6月27日  | 母の奇跡!ウルトラマンヒカリ!!                               | 母亲的奇迹！希卡利奥特曼！！                                       | 梦比优斯·奥特曼                              | 梦比优斯·奧特曼 第11集『母の奇跡』 |
| 第53集  | 2012年7月4日   | 救えマックス!伝説の龍！！                                   | 拯救麦克斯！传说的龙！！                               | 麦克斯                                       | 《麦克斯·奥特曼》第9集《龙的恋人》 |
| 第54集  | 2012年7月11日  | 悪魔はふたたび!アボラス対バニラ！！                         | 恶魔又回来了！阿勃拉斯对巴尼拉！！                     | 奥特曼                                       | 《初代·奧特曼》第19集《恶魔又回来了》 |
| 第55集  | 2012年7月18日  | 不死鳥の砦!ガンブースター発進！！                           | 不死鸟的营寨！雁推进号起飞！！                         | 梦比优斯                                     | 《梦比优斯·奥特曼》第15集《不死鸟的营寨》 |
| 第56集  | 2012年7月25日  | 倒せキングジョー!ウルトラ警備隊西へ！！                     | 打倒金古乔！奥特警备队向西部进军！！                   | 赛文                                         | 《赛文·奥特曼》第15集《奥特警备队向西部挺进 下集》 |
| 第57集  | 2012年8月1日   | 大怪獣バトル ウルトラ銀河伝説-第1章-「反逆のベリアル」      | 《大怪獸格鬥 超銀河傳說 THE MOVIE》第1章：叛逆的贝利亚 | 众奥特曼VS贝利亚/怪兽军团                    | 电影《大怪兽大战 超银河传说 THE MOVIE》 |
| 第58集  | 2012年8月8日   | 第2章-「レイとメビウス」                                    | 第2章：雷和梦比优斯                                    | 众奥特曼VS贝利亚/怪兽军团                    | 电影《大怪兽大战 超银河传说 THE MOVIE》 |
| 第59集  | 2012年8月15日  | 第3章-「怪獣墓場の決戦」                                    | 第3章：怪兽墓场的决战                                  | 众奥特曼VS贝利亚/怪兽军团                    | 电影《大怪兽大战 超银河传说 THE MOVIE》 |
| 第60集  | 2012年8月22日  | 第4章-「ウルトラマンゼロ参上」                              | 第4章：赛罗奥特曼来了                                  | 众奥特曼VS贝利亚/怪兽军团                    | 电影《大怪兽大战 超银河传说 THE MOVIE》 |
| 第61集  | 2012年8月29日  | 最終章-「よみがえれ 銀河の光」                              | 最终章：复苏的银河之光                                 | 众奥特曼VS贝利亚/怪兽军团                    | 电影《大怪兽大战 超银河传说 THE MOVIE》 |
| 第62集  | 2012年9月5日   | キラー ザ ビートスターパート①「鋼鉄の軍団」                 | 《赛罗奥特曼外传 杀手比特星》第①部：钢铁的军团         | 终极力量赛罗                                 | 《赛罗奥特曼外传 杀手比特星》 |
| 第63集  | 2012年9月12日  | ②「鋼の独裁者」                                             | 第②部：钢之独裁者                                      | 终极力量赛罗                                 | 《赛罗奥特曼外传 杀手比特星》 |
| 第64集  | 2012年9月19日  | ③「鋼鉄の涙」                                               | 第③部：钢铁之泪                                        | 终极力量赛罗                                 | 《赛罗奥特曼外传 杀手比特星》 |
| 第65集  | 2012年9月26日  | いざ勝負!ヒカリ対宇宙の剣豪ザムシャー！！                   | 一决胜负！希卡利对宇宙剑豪扎姆夏！！                   | 梦比优斯                                     | 《梦比优斯奥特曼》第16集《宇宙的剑豪》 |
| 第66集  | 2012年10月3日  | 輝く絆!ネクサス、マックス、メビウス！！                     | 光辉的纽带！奈克瑟斯，麦克斯，梦比优斯！！             | 奈克瑟斯/麦克斯/梦比优斯                     | 《奈克瑟斯奥特曼》 第4集《亚空间 -Meta Field-》， 第16集《迷路 -Labyrinth-》 《麦克斯奥特曼》 第30集《勇气在心中》 《梦比优斯奥特曼》 第4集《伤痕累累的纽带》 |
| 第67集  | 2012年10月10日 | 星から来た少女!コスモス対巨大ロボ！！                       | 从行星来的少女！高斯对巨大机器人！！                   | 高斯                                         | 《高斯奥特曼》第25集《外星少女》 |
| 第68集  | 2012年10月17日 | 逆襲のバルタン!科特隊宇宙へ！！                             | 反击的巴尔坦！科特队向宇宙进发！！                     | 初代奥特曼                                   | 《奥特曼》第16集《科特队向宇宙进发》 |
| 第69集  | 2012年10月24日 | 復活のヤプール!メビウス危うし！！                           | 复活的亚波！梦比优斯危险！！                           | 梦比优斯                                     | 《梦比优斯奥特曼》第24集《复活的亚波》 |
| 第70集  | 2012年10月31日 | 明日への飛翔!メビウス対ベロクロン！！                       | 向着明天的飞翔 ！梦比优斯对贝劳克恩！！                | 梦比优斯                                     | 《梦比优斯奥特曼》第26集《向着明天的飞翔》 |
| 第71集  | 2012年11月7日  | ジャック大ピンチ!バルタン星人Jrの復讐！！                   | 杰克大危机！巴尔坦星人Jr的报复！！                     | 归来的奥特曼                                 | 《归来的奥特曼》第41集《小巴尔坦星人的报复》 |
| 第72集  | 2012年11月14日 | エレキング来襲!奪われたマックススパーク！！                 | 艾雷王来袭！被夺走的麦克斯火花！！                     | 麦克斯                                       | 《麦克斯奥特曼》第27集《被夺走的麦克斯火花》 |
| 第73集  | 2012年11月21日 | ウルトラマン80登場!まぼろしの街！！                         | 爱迪奥特曼登场！虚幻的街道！！                         | 爱迪                                         | 《爱迪奥特曼》第5集《虚幻之境》 |
| 第74集  | 2012年11月28日 | 激闘の覇者!メビウスと怪獣軍団！！                           | 激斗的霸者！梦比优斯与怪兽军团！！                     | 梦比优斯                                     | 《梦比优斯奥特曼》第27集《激斗的霸者》 |
| 第75集  | 2012年12月5日  | ウルトラマンティガ&ダイナ光の星の戦士たち 第1章「心なき光」 | 迪迦奥特曼&戴拿奥特曼光之星之战士 第1章：心无光        | 戴拿                                         | 戴拿奥特曼剧场版《迪迦奥特曼&戴拿奥特曼 光之星之战士》 |
| 第76集  | 2012年12月12日 | 第2章「恐怖の影」                                           |                                                        | 戴拿                                         | 戴拿奥特曼剧场版《迪迦奥特曼&戴拿奥特曼 光之星之战士》 |
| 第77集  | 2012年12月19日 | 第3章「ダイナ死す」                                         | 第3章：戴拿死去                                        | 戴拿                                         | 戴拿奥特曼剧场版《迪迦奥特曼&戴拿奥特曼 光之星之战士》 |
| 第78集  | 2012年12月26日 | 最終章「甦る光」                                            | 最终章：苏醒之光                                       | 戴拿                                         | 戴拿奥特曼剧场版《迪迦奥特曼&戴拿奥特曼 光之星之战士》 |
| 第79集  | 2013年1月3日   | ウルトラマンゼロ 英雄列伝                                   | 赛罗奥特曼 英雄列传                                    | 终极力量赛罗/戴拿/高斯/萨迦                  | 《赛罗奥特曼 THE MOVIE 超决战！贝利亚银河帝国》、《赛罗奥特曼外传 杀手比特星》、《奥特曼传奇》、《超级赛罗格斗第1部》、《超级赛罗格斗第2部》 |
| 第80集  | 2013年1月9日   | ティガ・ダイナ&ウルトラマンガイア 第1章「我夢に会いたい!」  | 迪迦·戴拿&盖亚奥特曼 第1章：想见我梦                   | 盖亚                                         | 盖亚奥特曼剧场版 《迪迦·戴拿&盖亚奥特曼 超时空大决战》 |
| 第81集  | 2013年1月16日  | 第2章「パラレルワールド」                                   | 第2章：Parallel World (平行世界)                       | 盖亚                                         | 盖亚奥特曼剧场版 《迪迦·戴拿&盖亚奥特曼 超时空大决战》 |
| 第82集  | 2013年1月23日  | 第3章「アドベンチャー」                                     | 第3章：Adventure (探险号)                              | 盖亚                                         | 盖亚奥特曼剧场版 《迪迦·戴拿&盖亚奥特曼 超时空大决战》 |
| 第83集  | 2013年1月30日  | 最終章「超時空の大決戦」                                    | 最终章：超时空大决战                                   | 盖亚/迪迦/戴拿                               | 盖亚奥特曼剧场版 《迪迦·戴拿&盖亚奥特曼 超时空大决战》 |
| 第84集  | 2013年2月6日   | 禁じられた言葉!メフィラス星人の挑戦！！                     | 被禁止的言语！美菲拉斯星人的挑战！！                   | 初代奥特曼                                   | 《奥特曼》第33集《被禁止的言语》 |
| 第85集  | 2013年2月13日  | 姿なき挑戦者!ウルトラセブン登場！！                         | 没有身姿的挑战者！赛文奥特曼登场！！                   | 赛文                                         | 《赛文奥特曼》第1集《隐形的挑战者》 |
| 第86集  | 2013年2月20日  | ウルトラマンメビウス&ウルトラ兄弟 第1章「宇宙人連合」       | 《梦比优斯奥特曼&奥特兄弟》 第1章：宇宙人联合          | 奥特曼/赛文/杰克/艾斯                        | 梦比优斯奥特曼剧场版 《梦比优斯奥特曼&奥特兄弟》 |
| 第87集  | 2013年2月27日  | 第2章「戦士の再会」                                         | 第2章：战士的再会                                      | 梦比优斯                                     | 梦比优斯奥特曼剧场版 《梦比优斯奥特曼&奥特兄弟》 |
| 第88集  | 2013年3月6日   | 第3章「歴戦の勇者」                                         | 第3章：身经百战的勇者                                  | 初代奥特曼/赛文/杰克/艾斯/梦比优斯           | 梦比优斯奥特曼剧场版 《梦比优斯奥特曼&奥特兄弟》 |
| 第89集  | 2013年3月13日  | 第4章「究極超獣」                                           | 第4章：究极超兽                                        | 初代奥特曼/赛文/杰克/艾斯/梦比优斯           | 梦比优斯奥特曼剧场版 《梦比优斯奥特曼&奥特兄弟》 |
| 第90集  | 2013年3月20日  | 最終章「インフィニティー」                                  | 最终章：Infinity (无限形态)                            | 初代奥特曼/佐菲/赛文/杰克/艾斯/泰罗/梦比优斯 | 梦比优斯奥特曼剧场版 《梦比优斯奥特曼&奥特兄弟》 |
| 第91集  | 2013年3月27日  | 闇からの復活!甦れウルトラマン！！                           | 从黑暗中复活！苏醒的奥特曼！！                         | 迪迦/高斯/奈克瑟斯/赛罗                      | 剧场版《迪迦奥特曼 最终圣战》、《奈克瑟斯奥特曼》第24集《英雄 -Hero-》、《高斯奥特曼》第30集《日蚀》、《超级赛罗格斗第2部》 |
| 第92集  | 2013年4月3日   | キングジョー復活!?ウルトラセブン大決戦！！                  | 金古桥复活！？赛文奥特曼大决战！！                     | 骗钱的假冒赛文                               | 《赛文奥特曼》1999 OV第5集《仿制的男人》 |
| 第93集  | 2013年4月10日  | ようこそ地球へ!バルタン星の科学！！                         | 欢迎来到地球！巴尔坦星的科学！！                       | 麦克斯                                       | 《麦克斯奥特曼》第33集《欢迎来到地球 上集 巴尔坦星的科学》 |
| 第94集  | 2013年4月17日  | ようこそ地球へ!さらばバルタン星人！！                       | 欢迎来到地球！再会了，巴尔坦星人！！                   | 麦克斯                                       | 《麦克斯奥特曼》第34集《欢迎来到地球 下集 再会了，巴尔坦星人》 |
| 第95集  | 2013年4月24日  | ガイアの願い!アグルの決意！！                               | 盖亚的愿望！阿古茹的决意！！（盖亚15周年特别总集篇）   | 盖亚/阿古茹                                  | 《盖亚奥特曼》第5集・第13集・第18集・第24集第25集・第26集・第41集・第45集 |
| 第96集  | 2013年5月1日   | ガイアの危機!復活のアグル！！                               | 盖亚的危机！复活的阿古茹！！（盖亚15周年特别总集篇）   | 盖亚/阿古茹                                  | 《盖亚奥特曼》第5集・第13集・第16集・第20集・第24集第25集・第26集・第41集・第44集 |
| 第97集  | 2013年5月8日   | タロウ地球へ!メビウス、別れの日!?                           | 泰罗来到地球！梦比优斯离别的日子！？                   | 泰罗/梦比优斯                                | 《梦比优斯奥特曼》第29集《离别的日子》 |
| 第98集  | 2013年5月15日  | 約束の炎!バーニングブレイブ！！                             | 约定的火焰！炎之勇者！！                               | 泰罗/梦比优斯                                | 《梦比优斯奥特曼》第30集《约定的火焰》 |
| 第99集  | 2013年5月22日  | 強敵バードン!タロウ絶体絶命!?                               | 强敌巴顿！泰罗绝体绝命！！                             | 泰罗/奥特之母/佐菲                           | 《泰罗奥特曼》第17集・第18集・第19集 |
| 第100集 | 2013年5月29日  | ベリアル陛下降臨!百体怪獣総進撃!?                           | 贝利亚陛下降临！百体怪兽总攻击！？                     | （列传100集纪念特别总集篇）                  | 《归来的奥特曼》第37集《奥特曼在夕阳下死去》，第48集《夺取地球》 《泰罗奥特曼》第1集《奥特之母像太阳一样》，第48集《来自日本童谣 怪兽女孩的节日》 《雷欧奥特曼》第38集《决斗！雷欧兄弟对奥特兄弟》，第39集《雷欧兄弟 奥特兄弟 胜利之时》 《The☆Ultraman》第4集《追击神秘的红色云朵》 《奈欧斯奥特曼》第9集《我们的恐龙过山车》电影《大怪兽大战 超银河传说 THE MOVIE》 |
| 第101集 | 2013年6月5日   | 戦え80!必殺のフォーメーション・ヤマト！！                   | 战斗吧爱迪！必杀的大和阵型！！                         | 爱迪                                         | 《爱迪奥特曼》第13集《必杀！大和阵型》 |
| 第102集 | 2013年6月12日  | メビウス対レオ!?故郷のない男の想い！！                      | 梦比优斯对雷欧！？没有故乡的男人的想法！！             | 雷欧/梦比优斯                                | 《梦比优斯奥特曼》第34集《没有故乡的男人》 |
| 第103集 | 2013年6月19日  | 大暴れベリアル軍団!我らダークネスファイブ！！               | 横暴的贝利亚军团！我们是黑暗五巨头！！                 | 贝利亚                                       | ウルトラマンタロウ 第27話・第33話・第34話ウルトラゼロファイト 第二部ウルトラギャラクシー大怪獣バトル NEO 第6話 ウルトラマンメビウス 第45話・第46話 ウルトラマンA 第26話・第27話 |
| 第104集 | 2013年6月26日  | ウルトラマンゼロ!新たな戦いへの決意！！                     | 赛罗奥特曼！迎向新的战斗的决意！！                     | 终极力量赛罗                                 | 《超级赛罗格斗第2部》 |

## 职员
- 监修 - 大冈新一
- 企画 - 冈崎圣、黑泽桂、山西太平
- 制作人 - 藤橋豊
- 节目 - 吉野文、斋藤朋之
- 音乐制作 - 田靡秀树
- 节目宣传 - 野口かず美
- 音乐协力 - TV東京音乐
- 制作协力 - 東映数码、SKIP数码、銀座サクラヤ
- 摄影 - 髙橋创
- 照明 - 泉谷茂
- 合成 - 岛田友晴
- 编辑 - 柳生俊一、森津永
- 音响效果 - 金光大辅、足木淳一郎
- 剪辑 - 緩鹿秀隆
- MA - 藤沢信介
- 制作进行 - 镰田隆裕
- 構成、演出 - 秋广泰生
- 製作、著作 - 株式会社圆谷

## 主题曲
- 片头曲

《キラメク未来》(第1話-第13話)
作詞 - 田靡秀树 / 作曲、編曲 - 小西貴雄 / 歌 - voyager feat.赛罗·奥特曼(宮野真守)
《DREAM FIGHTER》（第14話-第39話）
作詞 - 宮野真守 / 作曲 - 小山寿 / 編曲 - 高橋浩一郎 / 歌 - 宮野真守
《Rising High》（第40話 - 第52話）
作詞・作曲 - 高見沢俊彦 / 編曲 - 高見沢俊彦 with 本田優一郎 / 歌 - ボイジャー
《ULTRA STEEL》（第53話 - 第65話）
作詞・作曲 - 高見沢俊彦 / 編曲 - 高見沢俊彦 with 本田優一郎 / 歌 - Takamiy
《ULTRA FLY》（第66話 - 第78話）
歌・作詞 - 宮野真守 / 作曲 - 小山寿 / 編曲 - 高橋浩一郎
《Final Wars!》（第79話 - 第104話）
作詞・作曲 - 高見沢俊彦 / 編曲 - 高見沢俊彦 with 本田優一郎 / 歌 - THE ALFEE
《Legend of Galaxy 〜銀河の覇者》（第1話 - 第26話）
作詞・作曲 - 高見沢俊彦 / 編曲 - 高見沢俊彦 with 本田優一郎 / 歌 - Takamiy with 宮野真守
《ULTRA BRAVE》（第27話 - 第39話）
作詞 - DAIGO / 作曲 - 高見沢俊彦 / 編曲 - 高見沢俊彦 with 本田優一郎 / 歌 - DAIGO with Takamiy
《キラメク未来 〜夢の銀河へ〜》（第40話 - 第54話）
作詞 - 田靡秀樹 / 作曲・編曲 - 小西貴雄 / 歌 - ボイジャー feat.ウルトラマンギンガ
《英雄の詩》（第55話 - 第78話）
作詞・作曲 - 高見沢俊彦 / 編曲 - 高見沢俊彦 with 本田優一郎 / 歌 - THE ALFEE
《ウルトラマンギンガの歌 2015》（第79話 - 第90話）
作詞 - 田靡秀樹、岡崎聖 / 作・編曲 - 小西貴雄 / 歌 - ボイジャー with ヒカル&ショウ feat.Takamiy
《ウルトラマンビクトリーの歌 2015》（第91話 - 第105話）
作詞 - 岡崎聖 / 作・編曲 - 小西貴雄 / 歌 - ボイジャー with ヒカル&ショウ feat.Takamiy
《ウルトラマンX》（第106話 - 第142話）
作詞 - おちまさと / 作・編曲 - 小西貴雄 / 歌 - ボイジャー feat.大空大地（106 - 130）、ボイジャー feat.Project DMM（131 - 142）
《Unite 〜君とつながるために〜》（第143話 - 最終話）
作詞 - TAKERU、瀬下千晶 / 作・編曲 - 小西貴雄 / 歌 - ボイジャー feat.Project DMM